# Наливайко Дмитро Сергійович
Дмитро́ Сергі́йович Налива́йко (6 листопада 1929, Понорниця, Чернігівська область — 6 лютого 2023, Київ) — український літературознавець, фахівець з порівняльного дослідження світової й української літератури. Доктор філологічних наук, професор, дійсний член (академік) НАН України, завідувач відділу компаративістики Інституту літератури імені Тараса Шевченка НАН України. З 2013 року — почесний професор Києво-Могилянської академії.

## Біографія. Основні дати
Дмитро Наливайко народився 6 листопада 1929 року в смт. Понорниця, нині Коропського району Чернігівської області
- 1949—1953 рр. — навчання у Сумському державному педагогічному інституті на історико-філологічному факультеті
- 1953—1954 рр. — вчитель історії, російської мови та літератури у середній школі Скала-Подільського району Тернопільської обл.
- 1954—1957 рр. — аспірант кафедри зарубіжної літератури Ленінградського державного педагогічного інституту ім. О. І. Герцена.
- 1960 р. — захист кандидатської дисертації на тему: «Французька революція 1789—1794 рр. у творчості Анатоля Франса».
- 1957—1971 рр. — старший викладач, доцент кафедри російської та зарубіжної літератур Ніжинського державного педінституту ім. М. В. Гоголя.
- 1971—1982 рр. — доцент кафедри російської і зарубіжної літератур Київського державного педагогічного інституту ім. М. П. Драгоманова.
- 1982—1994 рр. — доцент кафедри російської і зарубіжної літератур Київського державного університету ім. Т. Г. Шевченка.
- 1987 р. — захист докторської дисертації в Московському університеті на тему: «Теоретична історія реалізму в європейських літературах».
- 1987 р. — головний науковий співробітник Інституту літератури ім. Т. Г. Шевченка НАН України.
- 1991 р. — професор кафедри російської і зарубіжної літератур Київського державного університету ім. Т. Г. Шевченка.
- З 1992 р. — член-кореспондент НАН України.
- З 1992 р. — професор Національного університету «Києво-Могилянська академія» (1994—1997 рр. — завідувач кафедри компаративістики, з 1998 року — проф. кафедри філології).
- 1998 р. — присуджено Державну премію України ім. Т. Г. Шевченка за монографію «Очима Заходу. Рецепція України в Західній Європі XI—XVIII століть».
- 2012 р. — обрано дійсним членом (академіком) НАН України.

## Наукові інтереси
- зарубіжна література у цілому і французька зокрема;
- компаративні дослідження світової та української літератури;
- синестезія мистецтв.

## Вибрані публікації
Біобібліографію на 239 назв (враховані лише публікації за період від 1959 до 1995 року), видану в 1999 році у зв'язку з сімдесятиріччям Дмитра Наливайка можна знайти в електронному вигляді[недоступне посилання з квітня 2019].

### Монографії
- Віктор Гюго. Життя і творчість. — К., 1976.
- Искусство: направления, течения, стили. В 2 т. — К., 1981, 1985.
- Спільність і своєрідність. Українська література у європейському контексті. — К., 1988.
- Козацька християнська республіка. Запорозька Січ в західноєвропейських літературних джерелах. — К., 1992.
- Зарубіжна література XIX ст. Доба романтизму. — К., 1997 (у співавторстві з К. О. Шаховою)
- Оноре де Бальзак. Життя і творчість. — К., 1985.
- Очима Заходу. Рецепція України в Західній Європі ХІ–XVIII ст.. — К., 1998.
- Антологія зарубіжної поезії другої половини XIX–ХХ ст. — К., 2003. (Укладач, автор статей)
- Українське бароко. Науковий проект. — Харків, 2004. (Редактор, автор статті «Поетика й риторика епохи бароко»)
- Літературна теорія і компаративістика. — К., 2005.
- Компаративістика й історія літератури. — Харків, «Акта», 2007.

### Найважливіші статті
- Українська література XVI—XVIII ст. в слов'янському і європейському контексті // IX Міжнародний з'їзд славістів. Слов. літератури. Доповіді. — К., 1983.
- Доминанты нац. культур и межнациональные литературные общения // Известия АН СРСР. Серия литература и язык. — 1990. — № 2.
- Становлення нової жанрової системи в українській літературі доби бароко // Українське бароко. Матеріали І конгресу міжнародної асоціації україністів. — К., 1993.
- Рільке і Україна як комплексна проблема // Українська література в Австрії, австрійська в Україні (Матеріали міжнародного симпозіуму). — К., 1994.
- Рецепція України в Італії середини XVII ст. // Україна XVII ст. між Заходом та Сходом Європи. Матеріали І українсько-італійського симпозіуму. — Київ — Венеція, 1996.
- Проблема натуралізму в українській літературі // III Міжнародний конгрес україністів. Літературознавство. — К., 1996.
- Стан і завдання українського порівняльного літературознавства. Доповідь на IV міжнародному конгресі україністів. — Одеса, 1999.
- Проспер Меріме і Україна // Всесвіт. — 1970. — № 9.
- Драгоманов — популяризатор Шевченка в Західній Європі // Збірник праць XVIII наукової шевченківської конференції. — К., 1971.
- Петрарка і Боккаччо в давній українській літературі // Радянське літературознавство. — 1976. — № 12.
- Жанрово-стилевая система литературы Возрождения // Вопросы литературы. — 1982. — № 11.
- Оріховський як український латино мовний письменник Відродження // Укр. література XVI—XVII ст. та інші слов'янські літератури. — К., 1984.
- Драматизація структури роману XIX ст. // Питання літературознавства. — Чернівці, 1992. — Вип. 1.
- Поет скорботи й протесту // Бодлер Ш. Поезії. — К., 1990.
- Підсумковий роман Т. Манна // Манн Т. Доктор Фаустус. — К., 1990.
- Інтелектуальна проза А. Камю // Камю А. Вибрані твори у 3 т. — Харків, 1997.
- Суб'єктивна епопея Марселя Пруста // Пруст М. У пошуках утраченого часу. — К., Юніверс, 2005.
- Мазепа в європейській літературі XIX ст.: історія і міф // Слово і час. — 2002. — № 8, 9.
- Література в системі мистецтв як галузь компаративістики // Слово і час. — 2003. — № 5, 6.
- Джованні Боккаччо: на переході від високого середньовіччя до Відродження // Біблія і культура. — Чернівці, 2004. — Вип. 6.

## Викладацька діяльність
Різноманітні курси з історії світової й української літератури, зокрема багато курсів французької літератури, компаративістики й літературних впливів читалися в таких вишах:
- Ніжинський педагогічний інститут — 1957—1971
- Київський педагогічний інститут — 1971—1982
- Київський національний університет імені Тараса Шевченка — 1982—1994
- Національний університет «Києво-Могилянська академія» — 1994—2004.

## Нагороди
Лауреат Державної премії України ім. Т. Г. Шевченка 1999 р. за монографію «Очима Заходу. Рецепція України в Західній Європі ХІ — XVIII ст.»